# 대한민국 공군전투통제반
대한민국 공군전투통제반(大韓民國空軍戰鬥統制班, ROK Air Force Combat Control Team)은 대한민국 공군의 특수부대로, 제259특수임무대대 예하 특수임무중대이다. 
그 부대원은 공정통제사(空挺統制士, Combat Controller; CCT)라고 한다.

## 역사
1978년에  제5전술공수비행단 예하 부대로 창설되었다.

## 선발 및 훈련
공정통제사로 선발되면, 공군 부사관 후보생 교육 12주에 항공관제 교육 16주, 그리고 1년간의 자체 교육과 2년간의 육군ㆍ해군의 특수부대와 해병대 등의 위탁교육을 이수해야한다.

## 같이 보기
- 미국 공군전투통제반
- 제6탐색구조비행전대